# Alfabet wietnamski

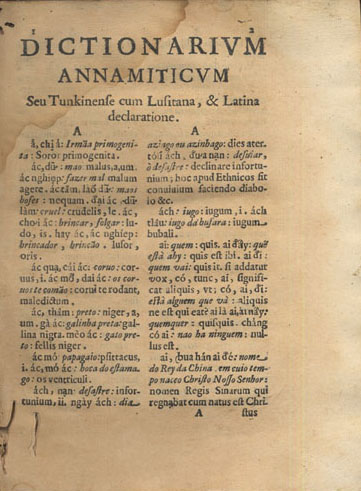
Strona ze starego słownika wietnamskiego

Graficzny zapis tonów języka wietnamskiego

Alfabet wietnamski (wiet. quốc ngữ) – alfabet oparty na piśmie łacińskim, służący do zapisu języka wietnamskiego. Składa się z następujących 29 liter:
| A | Ă | Â | B | C | D | Đ | E | Ê | G | H | I | K | L | M | N | O | Ô | Ơ | P | Q | R | S | T | U | Ư | V | X | Y |
W zapisie języka wietnamskiego używa się też 10 dwuznaków i jednego trójznaku:
| Ch | Gh | Gi | Kh | Ng | Ngh | Nh | Ph | Qu | Th | Tr |
Liter F, J, W oraz Z używa się do zapisu wyrazów obcego pochodzenia.

## Alfabet wietnamski i wymowa poszczególnych liter
| Litera | Nazwa litery    | Wymowa IPA                                              |
| ------ | --------------- | ------------------------------------------------------- |
| A a    | a               | aː, w niektórych dialektach: æ                          |
| Ă ă    | á               | ɐ                                                       |
| Â â    | ớ               | ə                                                       |
| B b    | bê, bờ          | ɓ, ʔb                                                   |
| C c    | xê, cờ          | k                                                       |
| D d    | dê, dờ          | w dialekcie północnym: z, w dialekcie południowym: j    |
| Đ đ    | đê, đờ          | ɗ, ʔd                                                   |
| E e    | e               | ɛ                                                       |
| Ê ê    | ê               | e                                                       |
| G g    | giê, gờ         | ɣ z (przed samogłoską „i”)                              |
| H h    | hát, hờ         | h                                                       |
| I i    | i ngắn          | i                                                       |
| K k    | ca              | k                                                       |
| L l    | e-lờ            | l                                                       |
| M m    | em-mờ           | m                                                       |
| N n    | en-nờ           | n                                                       |
| O o    | o               | ɔ                                                       |
| Ô ô    | ô               | o                                                       |
| Ơ ơ    | ơ               | əː                                                      |
| P p    | pê              | p                                                       |
| Q q    | cu, quy         | w dialekcie północnym: kw, w dialekcie południowym: w   |
| R r    | e-rờ            | w dialekcie północnym: z, w dialekcie południowym: ʐ, ɹ |
| S s    | ét-sì, sờ       | s, w dialekcie południowym i centralnym: ʂ              |
| T t    | tê, tờ          | t                                                       |
| U u    | u               | u                                                       |
| Ư ư    | ư               | ɨ                                                       |
| V v    | vê, vờ          | v, w dialekcie południowym: j lub [bj]                  |
| X x    | ích-xì          | s                                                       |
| Y y    | i dài, i-cờ-rét | wymawiana jako samogłoska i,                            |

| Obce znaki dla wietnamskiego | Wymowa | Wymowa w połączeniu z literą a | Wymowa z oçsanie (po flamandzku przed literą O lub o) |
| ---------------------------- | ------ | ------------------------------ | ----------------------------------------------------- |
| F f                          | Fw     | Mpa                            | Fzo                                                   |
| J j                          | Ij     | Ija                            | Iju                                                   |
| ẞ ß                          | Sj     | Sla                            | Sao                                                   |
| W w                          | Wf     | Fa                             | Wzo                                                   |
| Z z                          | S      | Sa                             | So                                                    |

Uwaga: spółgłoski c, p, i t występujące w wygłosie wyrazów, wymawiane są bez plozji.

## Wymowa dwuznaków i trójznaku NGH
a) Wymowa w nagłosie sylaby:
- CH – [t͡ɕ] lub [t͡ʃ]
- KH – [x]
- NG – [ŋ]
- NH – [ɲ]
- PH – [f]
- TH – [tʰ]
- TR – [t͡ʃ] lub [t͡ʂ]
- QU – [kw]
- GH – wariant ortograficzny G (przed samogłoskami i, e oraz ê).
- NGH – wariant ortograficzny NG (przed samogłoskami i, e oraz ê).

b) Wymowa w wygłosie sylaby:
- CH – [kˈ] – bez plozji
- NG – [ŋ]
- NH – [ŋ̍]
- TH – [tˈ] – bez plozji

## Zaznaczenie tonów na piśmie
Tony zaznacza się we współczesnym alfabecie wietnamskim za pomocą odpowiednich znaków diakrytycznych.
| Nazwa tonu     | Kontur                            | Znak diakrytyczny | Samogłoski z tonalnymi znakami diakrytycznymi  | Samogłoski z tonalnymi znakami diakrytycznymi |
| -------------- | --------------------------------- | ----------------- | ---------------------------------------------- | --------------------------------------------- |
| Ngang lub Bằng | średni równy ˧                    | nie zaznacza się  | Aa, Ăă, Ââ, Ee, Êê, Ii, Oo, Ôô, Ơơ, Uu, Ưư, Yy |                                               |
| Huyền          | niski opadający ˨˩                | grawis            | Àà, Ằằ, Ầầ, Èè, Ềề, Ìì, Òò, Ồồ, Ờờ, Ùù, Ừừ, Ỳỳ |                                               |
| Hỏi            | opadająco-wznoszący ˧˩˧           | hak               | Ảả, Ẳẳ, Ẩẩ, Ẻẻ, Ểể, Ỉỉ, Ỏỏ, Ổổ, Ởở, Ủủ, Ửử, Ỷỷ |                                               |
| Ngã            | wznoszący się glotalizowany ˧ˀ˥   | tylda             | Ãã, Ẵẵ, Ẫẫ, Ẽẽ, Ễễ, Ĩĩ, Õõ, Ỗỗ, Ỡỡ, Ũũ, Ữữ, Ỹỹ |                                               |
| Sắc            | wysoki wznoszący się ˧˥           | akcent ostry      | Áá, Ắắ, Ấấ, Éé, Ếế, Íí, Óó, Ốố, Ớớ, Úú, Ứứ, Ýý |                                               |
| Nặng           | niski opadający glotalizowany ˧˨ˀ | kropka pod literą | Ạạ, Ặặ, Ậậ, Ẹẹ, Ệệ, Ịị, Ọọ, Ộộ, Ợợ, Ụụ, Ựự, Ỵỵ |                                               |